# NGC 802
NGC 802 је спирална галаксија у сазвежђу Хидрус која се налази на NGC листи објеката дубоког неба.
Деклинација објекта је - 67° 52' 13" а ректасцензија 1h 59m 6,1s. Привидна величина (магнитуда) објекта NGC 802 износи 12,8 а фотографска магнитуда 13,7. NGC 802 је још познат и под ознакама ESO 52-13, AM 0157-680, PGC 7505.